# Stemmops cryptus
Stemmops cryptus är en spindelart som beskrevs av Levi 1955. Stemmops cryptus ingår i släktet Stemmops och familjen klotspindlar.
Artens utbredningsområde är Panama. Inga underarter finns listade i Catalogue of Life.